# 3C 449
3C 449 é um quasar localizado na constelação de  Lacerta.